# 秋葉原的萌えクィーンコンテスト
秋葉原的萌えクィーンコンテスト（あきはばらてきもえクイーンコンテスト、英:AKIBA Moe Queen contest）とは、かつて日本で開催されていたミス・コンテスト。第3回目は秋葉原以外にも選出対象地区を広げたことから秋葉原発!萌えクィーンコンテストと称し冠号を変更していた。

## 概要
日本で開催されているミス・コンテストである。秋葉原（東京都千代田区外神田、神田佐久間町、神田花岡町、台東区秋葉原などの秋葉原駅周辺一帯）の活性化を目的としており、応募資格は「秋葉原でコスプレをして働く女性」となっている。2012年からは対象の地区に池袋・中野を加えた。また、エントリーは自薦、他薦を問わず受け付けている。
主催者はコンテストについて「秋葉原周辺だけで、150店舗以上のメイドカフェ等のコスプレ店舗が存在する激戦区」であると指摘したうえで、秋葉原に「2000名以上いる」と推定される「メイドさんの中からファン投票によりクィーンが選ばれるコンテスト」であると説明している。また、「アキバで最も『萌え』な美少女を、観客参加の公開審査で決めるコンテストは初めて」だとしている。
萌えクィーンコンテストは、秋葉原の情報誌『オタポケ』を発行するアキバジャーナルが主催する（決勝大会のイベント主催はイベントの実行委員会）。また、特別協賛としてハンビットユビキタスエンターテインメント、協賛としてブシロードとサードウェーブ（ドスパラ）が名を連ねるなど、秋葉原に縁の深い企業が支援している。また、後援として、秋葉原観光推進協会も名を連ねている。第3回萌えクイーンコンテストではNTTコミュニケーションズ、ボートレース多摩川、サードウェーブ（ドスパラ）、秋葉工房などが協賛した。
2018年の第7回大会の開催を最後に事実上の休止。

## 選考方法
1年に1度の選出となり、エントリー者はフリーペーパー「オタポケ」およびオタポケWEBに掲載されインターネット投票により予選通過者が決定される。エントリーは自薦・他薦を問わず受け付けている。得票ポイント上位者で決勝大会を開催し、決勝は審査員および来場者の投票によりグランプリである萌えクィーンが決定される。一つの端末から1日1回投票可能だが、スポンサーサイトに登録するなどすると1票あたりのポイントが増加する。

### 第1回秋葉原的萌えクィーンコンテスト
2010年6月～12月までを第1期、第2期、第3期の3つに分けて予選のWEB投票が行われ、それぞれの期間のWEB投票上位者が決勝に選出した。予選では合計約10万票に上る票が投じられた。
第1回の決勝大会は2011年1月8日に秋葉原UDXにて開催された。実行委員長を高須基仁が務め、特別審査員として森永卓郎と山口一臣が参加し、さらに審査員として大野俊一、柳沢超、鎌田紘子、山口ひかりらが加わった。決勝大会には12名が参加し、特技の披露やゲームへの参加を行った。特技の披露では、フリップ芸、審査員への往復ビンタ、モダンバレエ、料理、歌、手品など、各参加者から多彩な芸が展開された。グランプリを獲得した天使と悪魔のCafe&Bar pray所属のちゅちゅには賞金10万円が贈呈され、副賞としてオリジナル楽曲のCD発売と、ダンスゲーム『エクスビート』への出演も決まった。なお、決勝大会ではライブも行われ、腐男塾、ミルキィホームズ、SUPER☆GiRLSなどが楽曲を披露した。

### 第2回秋葉原的萌えクィーンコンテスト
予選のWeb投票が2011年7月1日から12月まで行われ、上位13名が2012年1月7日の秋葉原UDXでの決勝大会に進出し、それぞれのパフォーマンスを披露した。また、審査の1つとしてエントリー者が募金箱を持って会場内を回り、東日本大震災の義援金を募った。審査員と当日の来場者の投票ポイントに募金額の数パーセントと予選の得票ポイントの数パーセントを加算して競われ、ふらっとメイド所属のちぅが萌えクィーンに輝いた。実行委員長は高須基仁、審査員は森永卓郎、おかもとまりらが務めた。ゲストライブは風男塾、YGA、Feam、小桃音まい、THEポッシボーが行った。プレゼンテーターは天草ちゅちゅ、司会は髭男爵が務めた
。

### 第3回秋葉原発!萌えクィーンコンテスト
第3回目は秋葉原と新たに池袋、中野地区をエントリー・ノミネート対象に加え、予選のWEB投票が2012年8月1日～11月20日の期間に行われ、ポイント数上位12名が2013年1月12日の秋葉原UDXでの決勝大会に進出した。1人3分の持ち時間でそれぞれパフォーマンスを披露した。今回は予選での得票ポイントをそのまま決勝でも継承し、これに当日の審査員と来場者の投票ポイント、審査の1つであるDVDの手売りポイントを加える形で競われた。グランプリの萌えクイーンは予選を17998.5ポイントで1位通過していたAKIHABARA MUSIC CAFE&BAR 441所属のあいりが獲得し、賞金10万円とCDデビューの権利を手にした。実行委員長は高須基仁、審査員は森永卓郎、鎌田紘子、おかもとまり、天津、成田童夢、松崎克俊らが務めた。ゲストとしてアリス十番、なあ坊豆腐@那奈、Feam、パナシェ!、バクステ外神田一丁目がライブを披露した。プレゼンテーターとして初代萌えクィーンの天草ちゅちゅ、二代目萌えクィーンのちぅも壇上に上がった。司会はアンタッチャブルの柴田英嗣とハネリスピカ（現・少女ジャンプーズ）の白幡いちほが務めた

。

### 第4回国民的萌えクィーンコンテスト
予選大会は2014年11月より「SHOWROOM」に配信したライブを見たユーザーから高得点を得た14名が決勝進出。2015年2月11日に秋葉原のベルサール秋葉原で行われた、決勝大会におけるパフォーマンス審査、来場者による会場投票、予選大会で獲得したポイントの総合計により、第4代グランプリが決定した。ゲストは「仮面女子」。

### 第5回国民的萌えクィーンコンテスト
予選大会は2016年1月22日から、秋葉原エリアの飲食店50店舗にて設置された投票用紙・投票箱にて実施したリアル店舗投票と、「SHOWROOM」のネット投票予選大会で高得点を得た12名が決勝進出。2016年4月3日ベルサール秋葉原で行われた。司会はさらば青春の光、審査員は高須基仁、テリー伊藤、成田童夢、鈴木ふみ奈、ゲストは仮面女子・ALLOVER・I LOVE U@あいり。

### 第6回国民的萌えクィーンコンテスト
予選大会は2017年1月13日から、秋葉原エリアの飲食店50店舗にて設置された投票用紙・投票箱にて実施したリアル店舗投票と、「SHOWROOM」のネット投票予選大会で高得点を得た12名が決勝進出。2017年3月20日ベルサール秋葉原で行われた。司会はさらば青春の光、審査委員長は高須基仁。

### 第7回国民的萌えクィーンコンテスト
予選大会は2018年2月16日から、秋葉原エリアの飲食店50店舗にて設置された投票用紙・投票箱にて実施したリアル店舗投票と、「SHOWROOM」のネット投票予選大会で高得点を得た上位12名が決勝大会に進出。2018年5月3日ベルサール秋葉原で行われた。司会はX-GUN、審査委員長は高須基仁、ゲストは矢口真里、成田童夢、月野もあ（仮面女子）。

## 歴代クィーン
|       | 萌えクィーン | 年齢       | 出身地           | 所属                         | 決勝大会開催日 |
| ----- | ------------ | ---------- | ---------------- | ---------------------------- | -------------- |
| 初代  | ちゅちゅ     | 3歳        | 歪みの森         | 天使と悪魔のCafe&Bar pray    | 2011年1月8日   |
| 2代目 | ちぅ         | 永遠の17歳 | お菓子の国       | ふらっとメイド               | 2012年1月7日   |
| 3代目 | あいり       | 17歳       | 神奈川県         | AKIHABARA MUSIC CAFE&BAR 441 | 2013年1月12日  |
| 4代目 | 兎月あやね   | 永遠の16歳 | 2．5次元         | CROWN TIaRA                  | 2015年2月11日  |
| 5代目 | 寳井ティファ | 6歳        | ハロウィンタウン | GRAND PIRATES                | 2016年4月3日   |
| 6代目 | 猫村あずさ   | 10歳       | 宇宙             | GRAND PIRATES                | 2017年3月20日  |
| 7代目 | たると       |            | 神奈川県         | ふらっとメイド               | 2018年5月3日   |

※所属店舗、プロフィールは決勝大会時のオタポケ発表による。

## 関連番組
- J:COMチャンネルHD「目指せ!No.1萌えクィーン☆もえきゅ～」

## 関連作品

### CD
- ちゅちゅ／萌えクィーン'S「萌えちゅ ～萌えクィーンコンテスト～」（2011年5月11日、MACHINERY LINE）[3]

### DVD
- 「目指せ!No.1萌えクィーン☆もえきゅ～‐学園編‐」（2012年12月10日、アキバクルーエンタテインメント）

### ゲーム
- X-BEAT（ハンビットユビキタスエンターテインメント）[3]